# Gore (Nouvelle-Zélande)
Pour les articles homonymes, voir Gore.
Gore est une ville de la région de Southland, dans le Sud de l'île du Sud de la Nouvelle-Zélande. Elle est le siège du district du même nom.
Située à 64 km au nord-est d'Invercargill et à 70 km à l'ouest de Balclutha, elle est la deuxième ville du Southland par sa population (la première étant Invercargill).

## Géographie
Elle est coupée en deux par la rivière Mataura (en Gore et East Gore), la plus grande partie de la ville étant sur la rive ouest.

## Toponymie
À l'origine appelée Longford, elle fut renommée en honneur de Sir Thomas Gore Browne, l'un des premiers gouverneurs de la Nouvelle-Zélande.
Elle est connue pour la pêche à la truite et sa musique country ; elle est jumelée avec Tamworth (Australie), la « capitale australienne de la musique country ».

## Démographie
Le district de Gore avait une population de résidents de 12 108 habitants.
La zone urbaine a une population estimée à 9 770 habitants en 2007 et était la seconde plus large ville de la région du Southland.
Le secteur de Gore couvre une surface de 13,76 km2 et a une population estimée à 8 290 habitants en juin 2024 avec une densité de population de  602 personnes par km2.
La ville de Gore avait une population de 7911habitants lors du recensement néo-zélandais de 2018, en augmentation de  219 personnes (2,8 %) depuis le recensement néo-zélandais de 2013, et une augmentation de  156 personnes (2,0 %) depuis le recensement de 2006 en Nouvelle-Zélande.
Il y avait 3 360 logements comprenant 3 807 hommes et 4 107 femmes, donnant un sexe-ratio de 0,93 hommes pour une femme, avec 1 389 personnes (17,6 %) âgées de moins de 15 ans, 1 314 personnes (16,6 %) âgées de 15 à 29 ans, 3 324 personnes (42,0 %) âgées de 30 à 64 ans et 1 884 personnes (23,8 %) âgées de 65 ou plus.
L’ethnicité était pour 90,4 % européens/Pākehās, 11,7 % Māori, 0,9 % personnes venant des îles du Pacifique (en), 2,6 % d’origine asiatiques (en) et 1,5 % d’une autre ethnicité.
Les personnes peuvent s’identifier avec plus d’une ethnicité en fonction de l’origine de leurs parents.
Le pourcentage de personnes nées outre-mer était de 8,8 % comparé avec les 27,1 % au niveau national.
Bien que certaines personnes choisissent de ne pas répondre à la question du recensement concernant leur affiliation religieuse, 47,7 % n’ont pas de religion, 43,1 % sont chrétiens (en), 0,6 % ont des croyances religieuses Maories (en), 0,3 % sont hindouistes (en), 0,3 % sont musulmans, 0,2 % sont bouddhistes (en) et 0,8 % ont une autre religion.
Parmi ceux d’au moins 15 ans d’âge, 612 personnes (9,4 %) ont une licence ou un degré universitaire supérieur et 1 938 personnes (29,7 %) n’ont aucune qualification formelle.
702 personnes (10,8 %) gagnent plus de 70 000 $ comparé avec les 17,2 % au niveau national.
Le statut d’emploi de ceux d’au moins 15 ans d’âge était pour 3 075 personnes (47,1 %)  un emploi à plein temps, pour  960 personnes (14,7 %)  un temps partiel, et 183 personnes (2,8 %) sont sans emploi.

### Climat
Selon la classification de Köppen-Geiger climate classification system, c’est un pays de climat océanique.
| Mois                              | jan. | fév. | mars | avril | mai  | juin | jui. | août | sep. | oct. | nov. | déc. |
| --------------------------------- | ---- | ---- | ---- | ----- | ---- | ---- | ---- | ---- | ---- | ---- | ---- | ---- |
| Température minimale moyenne (°C) | 9,8  | 9,7  | 8,1  | 5,8   | 3,2  | 0,8  | 0,3  | 1,3  | 3,5  | 5,5  | 6,9  | 8,9  |
| Température moyenne (°C)          | 14,9 | 15   | 13,2 | 10,7  | 7,6  | 4,8  | 4,5  | 6    | 8,4  | 10,4 | 12   | 13,9 |
| Température maximale moyenne (°C) | 20,1 | 20,3 | 18,4 | 15,6  | 12,1 | 8,8  | 8,8  | 10,8 | 13,3 | 15,3 | 17,1 | 18,9 |
| Précipitations (mm)               | 104  | 71   | 88   | 86    | 102  | 83   | 69   | 59   | 74   | 84   | 76   | 91   |

## Sources
- (en) Gore District Council
- (en) Final counts – census night and census usually resident populations, and occupied dwellings - Southland Region, Statistics New Zealand
- (en) Subnational Population Estimates: At 30 June 2007, Statistics New Zealand